# Talbot (cráter)

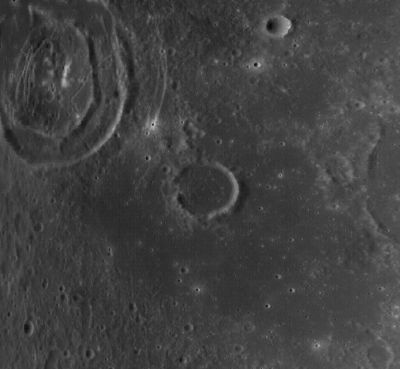
Fotografía de la misión Lunar Reconnaissance Orbiter

Talbot es un pequeño cráter de impacto lunar situado en el Mare Smythii, cerca del terminador este. Se encuentra entre un par de grandes formaciones, los cráteres inundados de lava Runge al oeste y Haldane al oeste-noroeste.
|  |

El cráter está completamente rodeado por el oscuro mar lunar. Es un impacto circular en forma de cuenco, con un suelo interior casi sin rasgos distintivos. El borde exterior tiene un albedo ligeramente más alto que el terreno circundante, pero el suelo es tan oscuro como el mare.